# Хайнрих фон Тюбинген
Хайнрих фон Тюбинген (на немски: Heinrich von Tübingen; * ок. 1118, † 7 април 1167, Италия от епидемия) от швабския благороднически род Тюбинги, е граф на Пфалцграфство Тюбинген.

## Биография
Той е третият син на граф и пфалцграф Хуго I фон Тюбинген († 1152) и съпругата му Емма или Хемма фон Цолерн († сл. 1152), дъщеря на граф Фридрих I фон Цолерн. Брат е на пфалцграфовете Фридрих († 1162), Хуго II († 1182) и Аделхайд фон Тюбинген, омъжена за граф Ото I фон Дахау-Фалай († 1130).
Още като много млад Хайнрих придружава баща си (1133 – 1137). По-късно често е в свитата на император Фридрих I Барбароса, на 6 януари 1157 г. подписва като свидетел негов документ в Трир. На 16 март той се подписва на документ на императора във Вюрцбург. Като верен привърженик на фамилията Хоенщауфен той е при императора в походите му в Италия – през 1161 г. в Лоди.
По време на епидемия във войската през 1167 г. той е един от първите жертви, заедно с швабския херцог Фридрих IV фон Щауфен, херцог Велф VII, и 2000 швабски рицари. Хайнрих умира на 7 април, а повечето от неговите колеги през лятото. 

## Други
Да не се бърка с другия граф Хайнрих фон Тюбинген (* ок. 1087; † 28 февруари 1103), женен за графиня Аделхайд фон Енцберг († 11 март 1120), един от създателите (със съпругата си), на манастир Блаубойрен в Баден-Вюртемберг..